# Swing Lo Magellan
Swing Lo Magellan è il sesto album in studio del gruppo musicale statunitense Dirty Projectors, pubblicato nel 2012.

## Tracce
1. Offspring Are Blank – 4:01
2. About to Die – 3:59
3. Gun Has No Trigger – 3:24
4. Swing Lo Magellan – 2:38
5. Just from Chevron – 4:07
6. Dance for You – 3:24
7. Maybe That Was It – 3:57
8. Impregnable Question – 2:43
9. See What She Seeing – 3:40
10. The Socialites – 3:49
11. Unto Caesar – 3:38
12. Irresponsible Tune – 2:47